# 港湾隣接地域
港湾隣接地域とは、港湾区域（水域）に隣接する地域（陸域）であって、港湾法に基づき港湾管理者が指定する区域をいう。当該港湾区域及び港湾区域に隣接する地域を保全するため必要な最小限度の範囲で指定され、港湾区域と同様の規制がある。

## 港湾隣接地域の指定
港湾隣接地域の指定は、港湾区域外100メートル以内の地域内の区域について、当該港湾区域及び港湾区域に隣接する地域を保全するため必要な最小限度の範囲でしなければならないとされている。

## 港湾管理者の許可を要する行為
港湾隣接地域内においてある行為をしようとするものは港湾管理者の許可を受けなければならず、次のような行為などがある。
- 外郭施設、係留施設、運河、用水渠又は排水渠の建設又は改良
- 護岸、堤防、岸壁、桟橋又は物揚場の水際線から20メートル以内の地域において一定の載荷重[注釈 1]を超える構築物の建設又は改築

## 他法令による規制との関係
多くの港湾隣接地域は、海岸法に基づく海岸保全区域と重複している。この場合は、その重複範囲においては港湾隣接地域の荷重についての規制が優先されるため、各港湾管理者が定める荷重を超えるものが規制の対象となる。